# AFC Ajax
Amsterdamsche Football Club Ajax NV, zkráceně AFC Ajax, je nizozemský fotbalový klub z města Amsterdam založený roku 1900. Hraje nejvyšší nizozemskou soutěž Eredivisie.
Klub patří k deseti nejúspěšnějším v Evropě a je jedním ze tří klubů, které už léta ovládají nizozemský fotbal. Jeho největšími konkurenty jsou PSV Eindhoven (viz De Topper) a Feyenoord Rotterdam (viz De Klassieker). Ajax je jedním z mála klubů, které vyhrály všechny hlavní evropské trofeje (PMEZ / Liga mistrů UEFA, Pohár vítězů pohárů, Pohár UEFA).

## Historie
Klub byl založen 18. března 1900 Florisem Stempelem, Carelem Reeselem a bratry Hanem a Johanem Dadeovými. Původní dresy Ajaxu byly černé s červenou páskou kolem pasu, tento dres však byl brzy nahrazen červeno-bílou pruhovanou košilí a červenými kraťasy. Červená, černá a bílá jsou dodnes barvy vlajky Amsterdamu.
Nicméně pod vedením manažera Johna Kirwana se probojoval Ajax poprvé v roce 1911 do nejvyšší nizozemské soutěže Eredivisie a byl přinucen změnit barvy dresu, neboť stejné barvy měla i Sparta Rotterdam. Tehdejší pravidlo znělo, že nováčci se musí přizpůsobit v dresech stálým týmům.
Nakonec se nechali inspirovat dresy Arsenalu Londýn a tak začali používat bílou košili se svislým červeným pruhem na hrudi a na zádech. Tento dres je dodnes používán a patří k nejprodávanějším dresům na světě.
Ajax ovládl evropský klubový fotbal na počátku 70. let, kdy se stal v letech 1971, 1972 a 1973 vítězem Poháru mistrů evropských zemí (PMEZ). Hlavní zásluhy na úspěších měli vysoce respektovaný trenér Rinus Michels a fotbalový génius Johan Cruijff. Tehdy Rinus Michels pojmenoval definici totálního fotbalu, kdy hráči plnili všechny funkce a snažili se zaplnit každé místo na hřišti. V roce 1972 klub získal tzv. „treble“ (tzn. vyhrál dvě hlavní domácí soutěže plus titul v PMEZ) jako teprve druhý evropský klub v historii. Před ním se to zdařilo pouze skotskému Celticu (1967).

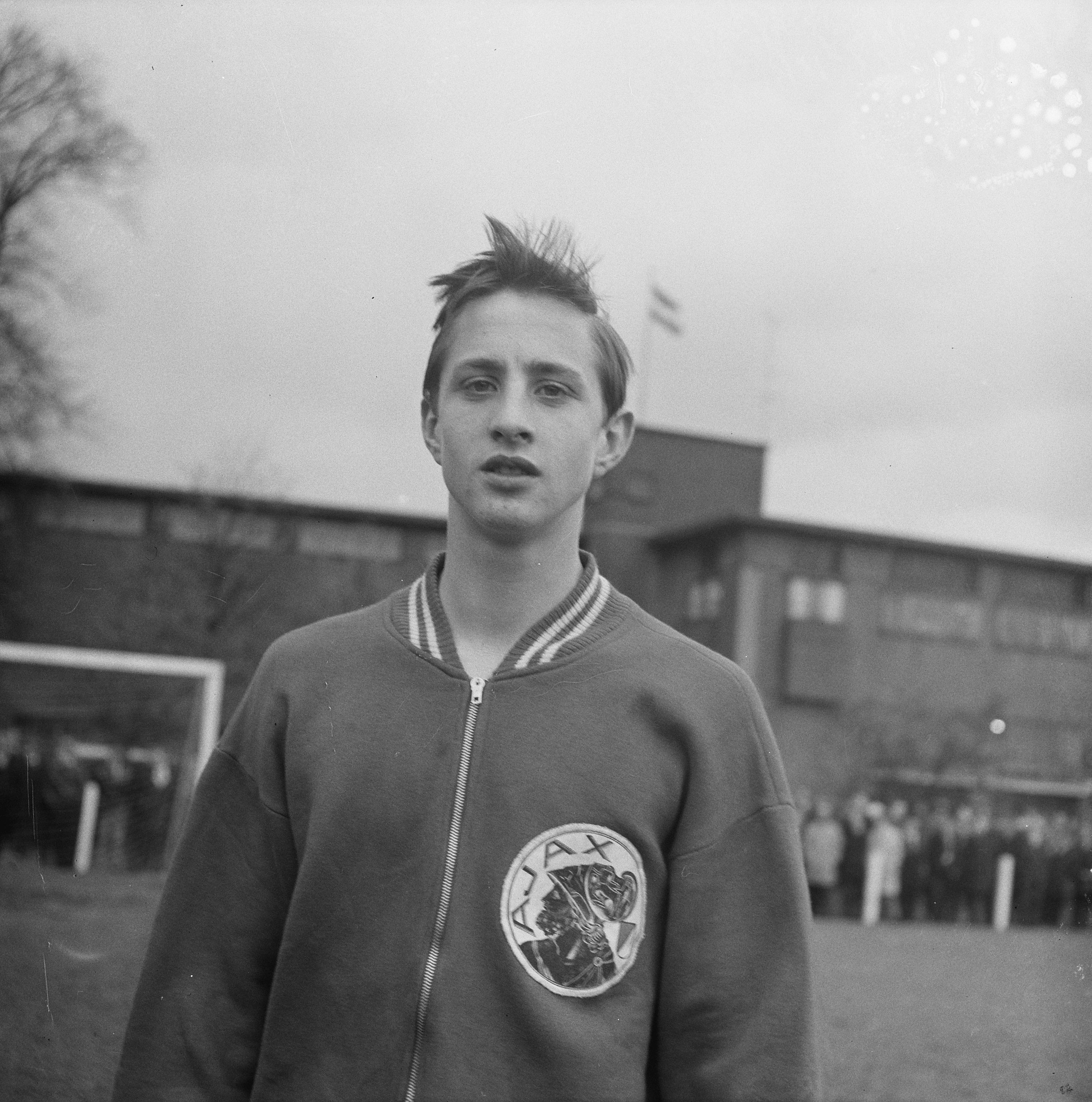
Johan Cruijff – nejlepší střelec 1966/67, 1971/72

Ajax je věhlasný pro svou základnu na talenty a pro program, který jim umožňuje se zdokonalovat. Ajaxem prošlo mnoho vynikajících fotbalistů – nejlepším příkladem je Johan Cruijff, Marco van Basten, Frank Rijkaard, Dennis Bergkamp, Clarence Seedorf, Patrick Kluivert, Edgar Davids, Rafael van der Vaart a Wesley Sneijder.

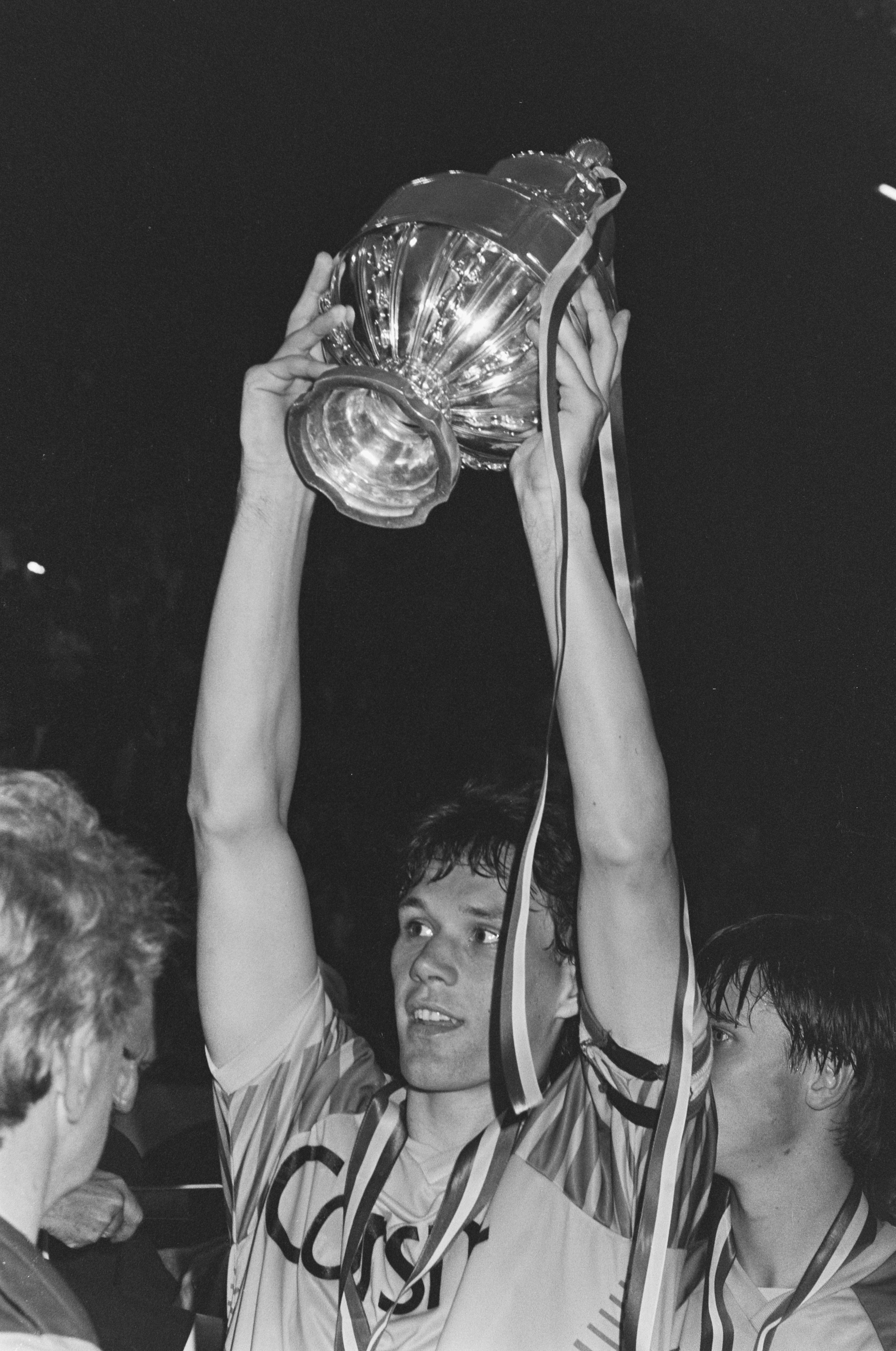
Marco van Basten - 3× Zlatý míč (1988, 1989, 1992),1× Zlatá kopačka (1985/86)

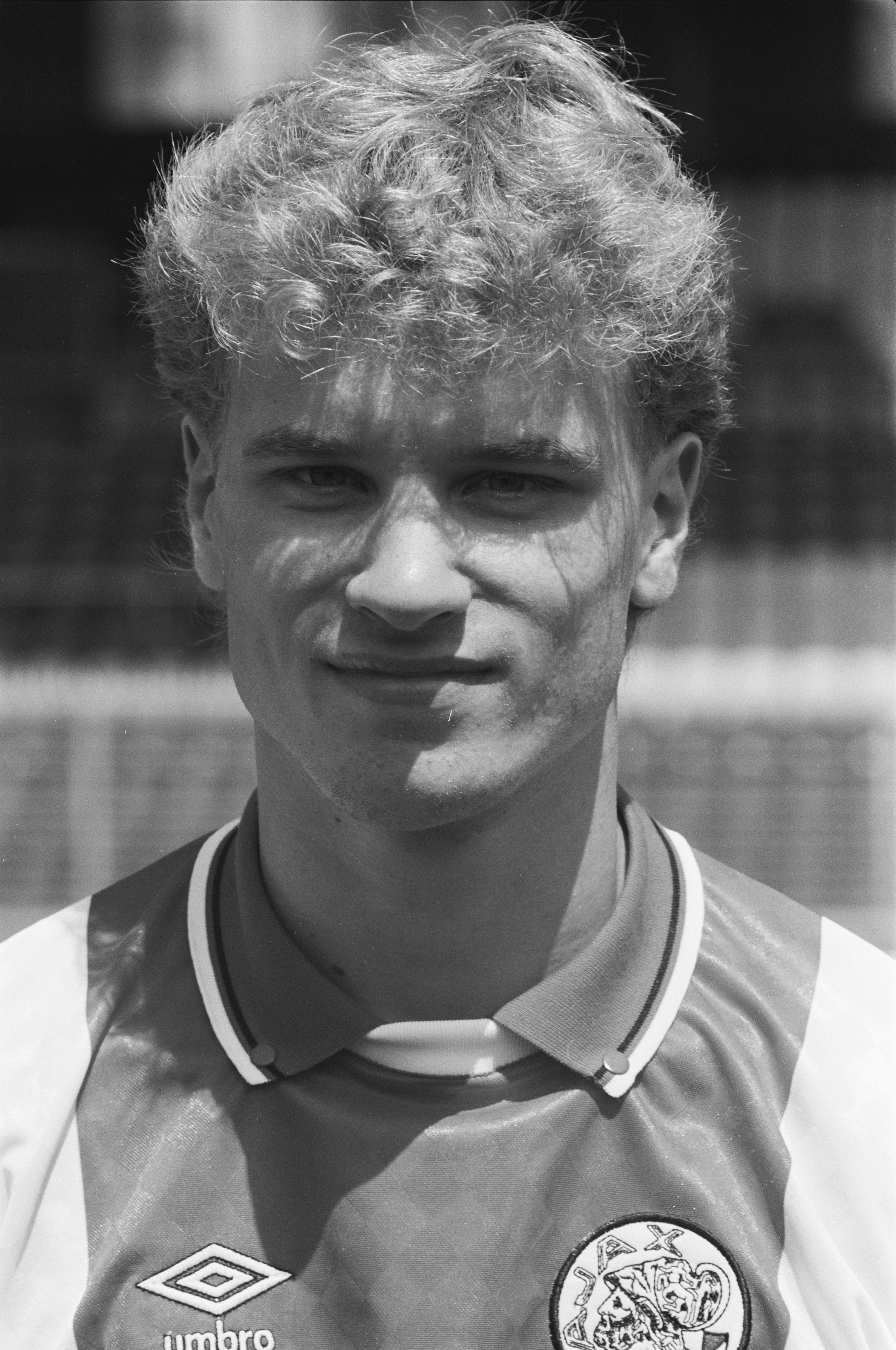
Dennis Bergkamp Třikrát za sebou (v sezónách 1990/91, 1991/92 a 1992/93) se stal nejlepším střelcem nizozemské ligy

V roce 1995 vyhrál Ajax Ligu mistrů, byla to éra, kdy měl ve své sestavě snad nejlepší hráče na světě. V brance Edwina van der Sara a dále hráče jako Michael Reiziger, Frank de Boer a Danny Blind v obraně. V záloze hráli Ronald de Boer, Edgar Davids a Clarence Seedorf. V útoku pak trenér nechal působit Marca Overmarse a Patricka Kluiverta. Tým tehdy trénoval Louis van Gaal.

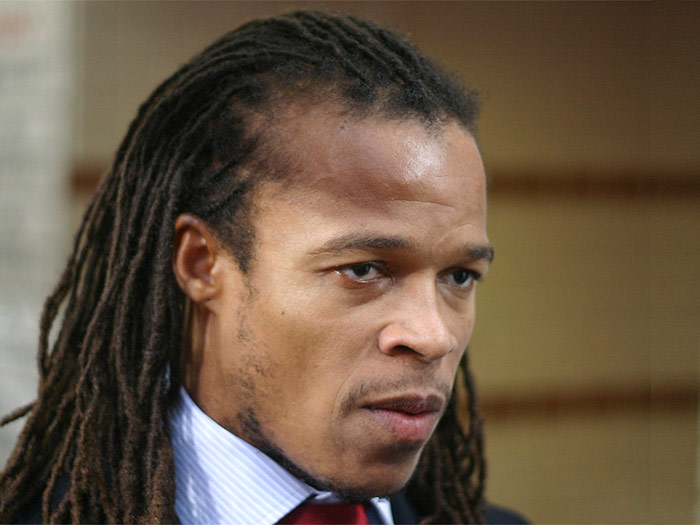
Edgar Davids

Nynější výsledky jsou trochu skromnější. Ajax vyhrál Eredivisii (nejvyšší nizozemská fotbalová soutěž) v ročnících 2002/03 a 2003/04. Talenty však stále produkuje.
Největšího rozruch za poslední léta vzbudila v roce 2005 rezignace trenéra Ronalda Koemana, který přiznal neshody s vedením i někdejší hlavní hvězdou týmu Rafaelem van der Vaartem, později také přiznal, že ztratil motivaci pracovat pro Ajax. Tato rezignace donutila odstoupit ředitele týmu Louise van Gaala ze své funkce.
Koemana překvapivě nahradil bývalý hráč Ajaxu Danny Blind, který neměl s trénováním žádné zkušenosti. V období, kdy vedl Ajax, z týmu odešli velice platní hráči Nigel de Jong a Rafael van der Vaart přestoupili do Hamburgeru SV, jiní hráči jako Tomáš Galásek, Steven Pienaar a Maxwell oznámili, že odejdou po skončení sezóny 2005/06.
Tým ale doplnili opět dva výteční mladíci Klaas-Jan Huntelaar. Nakonec Blind vydržel ve své funkci pouhých 422 dní. Dalším trenérem se stal Henk ten Cate.
V roce 2010 byl Frank de Boer jmenován manažerem Ajaxu a dovedl klub k jeho prvnímu ligovému titulu po sedmi letech a celkově k rekordnímu 30. titulu v sezóně 2010-11. Poté následovala vzájemná vítězství v letech 2011–12 a 2012–13, která odpovídala jeho třem po sobě jdoucím titulům hráče v 90. letech. V letech 2013–14 byl Ajax opět šampionem Eredivisie a poprvé v klubové historii vyhrál čtyři ligové tituly za sebou. Poté, co skončil jako vicemistr PSV v letech 2014–15 a 2015–16, de Boer v květnu 2016 rezignoval na funkci hlavního trenéra Ajaxu.
Peter Bosz převzal klub a dovedl je v roce 2017 do finále Evropské ligy UEFA, jejich prvního evropského finále po 21 letech. Prohráli s Manchesterem United se sestavou, která byla vůbec nejmladší v evropském finále, průměrný věk 22 let a 282 dní. Třetí sezónu v řadě skončili na druhém místě v Eredivisie, tentokrát s Feyenoordem.
V roce 2017 byl Erik ten Hag jmenován manažerem Ajaxu.
Sezóna 2018-19 pro Ajax zahrnovala pozoruhodnou jízdu v Lize mistrů UEFA. Díky svému druhému místu v Eredivisie 2017-18 vstoupil Ajax do turnaje ve druhém kvalifikačním kole. Po postupných vítězstvích proti Sturmu Graz, Standardu Lutych a Dynamu Kyjev se kvalifikovali do skupinové fáze. Ajax byl nalosován do skupiny s německým mistrem Bayernem Mnichov, portugalskou Benficou a řeckým mistrem AEK Atény. Ajax skončil v této skupině na druhém místě a kvalifikoval se do vyřazovací fáze, kde byl nalosován proti trojnásobnému obhájci titulu Realu Madrid. Po prohře 1–2 v prvním zápase porazili Real Madrid 4–1 ve venkovním zápase, čímž ohromili obhájce titulu na jejich vlastním stadionu, Santiago Bernabéu, s celkovým skóre 5–3. Po zápase získal Dušan Tadić od L'Équipe perfektní skóre 10.
Ajax postoupil do čtvrtfinále a byl remízován s italským mistrem Juventusem. V prvním zápase v Johan Cruyff Areně remizovali 1-1. Ve druhém zápase na stadionu Juventusu přišel Ajax zezadu a vyhrál celkem 2–1 a 3–2. Matthijs de Ligt vstřelil vítězný gól Ajaxu a pomohl týmu postoupit do jeho prvního semifinále Ligy mistrů od roku 1997. Tam by se střetli s anglickým Tottenhamem Hotspur.

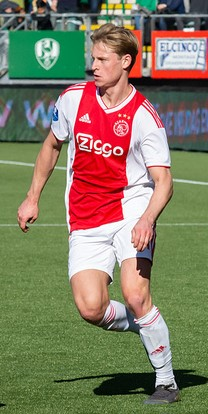
Frenkie de Jong

V prvním zápase semifinále Ajax venku porazil Tottenham 1:0. Ve druhém zápase Ajax skóroval dvakrát v prvním poločase a vytvořil si tak vedení 3:0. Ve druhém poločase však Lucas Moura skóroval třikrát, z toho v 6. minutě prodloužení, což vedlo k prohře Ajaxu podle pravidla o gólech pro hosty.
Ajax byl na prvním místě v rozdílu branek, když byla Eredivisie prohlášena za neplatné, což mu bránilo stát se nizozemským šampionem po 35., ale přesto se kvalifikoval do Ligy mistrů UEFA 2020–21.
Alfred Schreuder nahradil ve funkci trenéra Ajaxu Erika ten Haga, který odešel do Manchesteru United. Většina klíčových hráčů z předchozích sezón odešla během letního přestupového období, ale došlo i k velké reinvestici. Ajax zahájil sezónu 2022/23 relativně dobře se šesti vítězstvími v řadě v Eredivisie. Ajax však poměrně rychle vypařil z Ligy mistrů ve skupině s Liverpoolem FC, SSC Napoli a Rangers FC. Doma proti Neapoli 4. října 2022 dokonce prohrál o 5 gólů (1–6), což byla největší porážka Ajaxu v historii evropských soutěží. Po sedmi zápasech bez vítězství v řadě byl hlavní trenér Alfred Schreuder odvolán. John Heitinga nahradil Schreudera na pozici prozatímního trenéra. Pod Heitingou se Ajaxu nepodařilo zvrátit situaci i přes dobrý start se sedmi vítězstvími v řadě. Ajax skončil v Eredivisie třetí, za mistrem Feyenoordem a druhým PSV. To bylo nejnižší konečné umístění klubu od sezóny 2008/09, ve které také skončil třetí. Po zimní přestávce Ajax vypadl v první vyřazovací fázi Evropské ligy s Unionem Berlín (3:1). Ajax se sice dostal do finále KNVB Cupu, ale prohrál s PSV na penalty (3:2).
19. května 2023 se Sven Mislintat ujal funkce sportovního ředitele Ajaxu. Nahradil Marca Overmarse, který odešel začátkem roku 2022. Mislintat jmenoval hlavním trenérem Maurice Steijna. Mislintat utratil za přestupy přibližně 111 milionů eur. Ajax měl nejhorší start do sezóny za padesát devět let. 29. října 2023 dosáhl Ajax historického dna. Ajax prohrál v Eindhovenu s PSV 5:2. Ajax se tak poprvé od založení klubu umístil na posledním, 18. místě v Eredivisie. Pozice ředitele Mislintata se stala trapnou poté, co vyšlo najevo, že zařídil přestup prostřednictvím hráčského agenta, který byl investorem v jeho společnosti. Večer 24. září byl Mislintat s okamžitou platností propuštěn, mimo jiné i kvůli nedostatku široké podpory v klubu. Den po prohře s PSV bylo oznámeno, že John van 't Schip se stane hlavním trenérem do konce sezóny. Pod vedením van 't Schipa se Ajaxu podařilo vyšplhat na 5. místo v Eredivisie. V Evropské lize skončil Ajax třetí, což znamenalo pokračování v Konferenční lize, kde nakonec v osmifinále podlehl Aston Ville. V poháru byl Ajax vyřazen 3:2 s amatérským týmem třetí divize USV Hercules.
V létě 2024 začala přestavba s novým představenstvem a Alexem Kroesem a Marijnem Beukerem jako technickým ředitelem a ředitelem fotbalu. Najali Francesca Farioliho jako nového hlavního trenéra, prvního zahraničního trenéra od roku 1998. Pod jeho vedením se Ajax dostal do ligové fáze Evropské ligy a druhý v Eredivisie, který si zajistil účast v Lize mistrů. Na konci sezóny Farioli oznámil svůj odchod z klubu.

## Získané trofeje

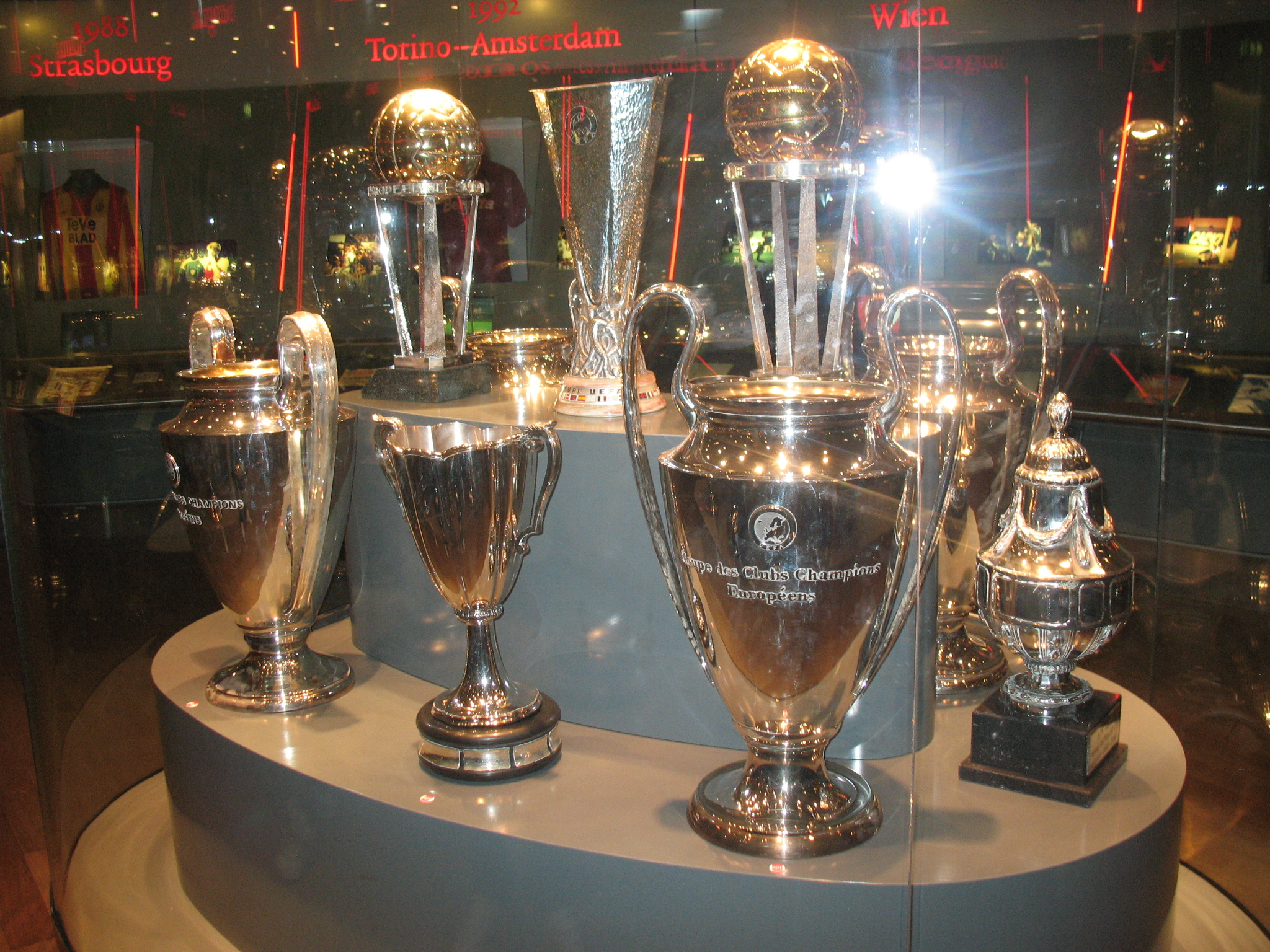
Trofeje

### Vyhrané domácí soutěže
- Eredivisie (36×)[3]

(1917/18, 1918/19, 1930/31, 1931/32, 1933/34, 1936/37, 1938/39, 1946/47, 1956/57, 1959/60, 1965/66, 1966/67, 1967/68, 1969/70, 1971/72, 1972/73, 1976/77, 1978/79, 1979/80, 1981/82, 1982/83, 1984/85, 1989/90, 1993/94, 1994/95, 1995/96, 1997/98, 2001/02, 2003/04, 2010/11, 2011/12, 2012/13, 2013/14, 2018/19, 2020/21, 2021/22)
- KNVB beker (20×)[4]

(1916/17, 1942/43, 1960/61, 1966/67, 1969/70, 1970/71, 1971/72, 1978/79, 1982/83, 1985/86, 1986/87, 1992/93, 1997/98, 1998/99, 2001/02, 2005/06, 2006/07, 2009/10, 2018/19, 2020/21)
- Johan Cruijff Schaal (Superpohár) (9×)

(1993, 1994, 1995, 2002, 2005, 2006, 2007, 2013, 2019)

### Vyhrané mezinárodní soutěže
- Liga mistrů UEFA (4×)

(1970/71, 1971/72, 1972/73, 1994/95)
- Mistrovství světa klubů (2×)

(1972, 1995)
- Pohár vítězů pohárů (1×)

(1986/87)
- Evropská liga UEFA (1×)

(1991/92)
- Superpohár UEFA (3×)

(1972, 1973, 1995)
- Pohár Intertoto (1×)

(1962)

## Soupiska
Aktuální k datu: 20. 8. 2025

Pozn.: Vlajky znamenají příslušnost k národnímu týmu, jak ji definují pravidla FIFA. Obecně mohou hráči mít i více občanství souběžně.
| Číslo |            | Pozice | Hráč            |
| ----- | ---------- | ------ | --------------- |
| 1     | Česko      | B      | Vítězslav Jaroš |
| 12    | Nizozemsko | B      | Joeri Heerkens  |
| 22    | Nizozemsko | B      | Remko Pasveer   |
| 2     | Brazílie   | O      | Lucas Rosa      |
| 3     | Dánsko     | O      | Anton Gaaei     |
| 4     | Japonsko   | O      | Ko Itakura      |
| 5     | Nizozemsko | O      | Owen Wijndal    |
| 13    | Turecko    | O      | Ahmetcan Kaplan |
| 15    | Nizozemsko | O      | Youri Baas      |
| 30    | Nizozemsko | O      | Aaron Bouwman   |
| 37    | Chorvatsko | O      | Josip Šutalo    |
| 6     | Nizozemsko | Z      | Youri Regeer    |
| 8     | Nizozemsko | Z      | Kenneth Taylor  |

| Číslo |              | Pozice | Hráč                             |
| ----- | ------------ | ------ | -------------------------------- |
| 10    | Izrael       | Z      | Oscar Gloukh                     |
| 18    | Nizozemsko   | Z      | Davy Klaassen (Kapitán (fotbal)) |
| 21    | Nizozemsko   | Z      | Branco van den Boomen            |
| 24    | Belgie       | Z      | Jorthy Mokio                     |
| 28    | Nizozemsko   | Z      | Kian Fitz-Jim                    |
| 7     | Španělsko    | Ú      | Raúl Moro                        |
| 9     | Nizozemsko   | Ú      | Brian Brobbey                    |
| 11    | Belgie       | Ú      | Mika Godts                       |
| 17    | Norsko       | Ú      | Oliver Edvardsen                 |
| 19    | Nizozemsko   | Ú      | Don-Angelo Konadu                |
| 20    | Burkina Faso | Ú      | Bertrand Traoré                  |
| 23    | Nizozemsko   | Ú      | Steven Berghuis                  |
| 25    | Nizozemsko   | Ú      | Wout Weghorst                    |

## Významní hráči
- Rinus Michels (1946–1958)
- Piet Keizer   (1961–1974)
- Sjaak Swart   (1956–1973)
- Johan Cruyff  (1964–1973,1981–1983)
- Ruud Krol     (1968–1980)
- Johan Neeskens (1970–1974)
- Ruud Geels (1974–1978)
- Ronald Koeman (1983–1986)
- Frank Rijkaard (1980–1987,1993–1995)
- Marco van Basten (1981–1987)
- Gerald Vanenburg (1980–1986)
- Dennis Bergkamp (1986–1993)
- Stefan Pettersson (1988–1994)
- Patrick Kluivert (1994–1997)
- Edwin van der Sar (1989–1999)
- Clarence Seedorf (1992–1995)
- Michael Reiziger (1990–1996)
- Frank de Boer (1988–1999)
- Ronald de Boer (1987–1991, 1993–1999)
- Edgar Davids (1991–1996,2007–2008)
- Jari Litmanen (1992–1999,2002–2004)
- Cristian Chivu (1999–2003)
- Maxwell Cabelino Andrade (2001–2005)
- Wesley Sneijder (2002–2007)
- Zlatan Ibrahimović (2001–2004)
- Rafael van der Vaart  (2000–2005)
- Jan Vertonghen (2006 -2012)
- Luis Suárez (2007–2011)
- Toby Alderweireld (2008-2013)
- Klaas-Jan Huntelaar (2006–2008,2017–2021)
- Christian Eriksen (2010–2013)
- Matthijs de Ligt (2016–2019)
- Frenkie de Jong (2016–2019)
- Ryan Gravenberch (2018–2022)
- Dušan Tadić (2018–2023)
- Jorrel Hato (2023–2025)

## Čeští hráči v klubu
Zde je seznam českých hráčů, kteří působili v AFC Ajax:
- Tomáš Galásek (2000-2006)[6]
- Zdeněk Grygera (2003-2007)[7]
- Václav Černý (2015-2019)[8]
- Vítězslav Jaroš (2025-)[9]

## Trenéri
- Jack Kirwan (1910–15)
- Jack Reynolds (1915–25)
- Harold Rose (1925–26)
- Stanley Castle (1926–28)
- Jack Reynolds (1928–40)
- Vilmos Halpern (1940–41)
- Wim Volkers (1941–42)
- Dolf van Kol (1942–45)
- Jack Reynolds (1945–47)
- Robert Smith (1947–48)
- Walter Crook (1948–50)
- Robert Thomson (1950–52)
- Karel Kaufman (1952–53)
- Walter Crook (1953–54)
- Karl Humenberger (1954–59)
- Vic Buckingham (1959–61)
- Keith Spurgeon (1961–62)
- Joseph Gruber (1962–63)
- Jack Rowley (1963–64)
- Vic Buckingham (1964–65)
- Rinus Michels (1965–71)
- Ștefan Kovács (1971–73)
- George Knobel (1973–74)
- Bobby Haarms (1974, interim)
- Hans Kraay (1974–75)
- Jan van Daal (1975, interim)
- Rinus Michels (1975–76)
- Tomislav Ivić (1976–78)
- Cor Brom (1978–79)
- Leo Beenhakker (1979–81)
- Aad de Mos (1981, interim)
- Kurt Linder (1981–82)
- Aad de Mos (1982–85)
- Antoine Kohn,  Tonny Bruins Slot and  Cor van der Hart (1985, interim)
- Johan Cruyff (1985–88)
- Kurt Linder (1988)
- Antoine Kohn,  Bobby Haarms and  Barry Hulshoff (1988–89, interim)
- Leo Beenhakker (1989–91)
- Louis van Gaal (1991–97)
- Morten Olsen (1997–99)
- Jan Wouters (1999–2000)
- Hans Westerhof (2000, interim)
- Co Adriaanse (2000–01)
- Ronald Koeman (2001–05)
- Ruud Krol (2005, interim)
- Danny Blind (2005–06)
- Henk ten Cate (2006–07)
- Adrie Koster (2007–08, interim)
- Marco van Basten (2008–09)
- John van 't Schip (2009, interim)
- Martin Jol (2009–10)
- Frank de Boer (2010–16)
- Peter Bosz (2016–17)
- Marcel Keizer (2017)
- Michael Reiziger (2017, interim)
- Erik ten Hag (2017–22)
- Alfred Schreuder (2022–23)
- John Heitinga (2023, interim)
- Maurice Steijn (2023)
- Hedwiges Maduro (2023, interim)
- John van 't Schip (2023–24, interim)
- Francesco Farioli (2024–25)
- John Heitinga(2025- )

## Ajax proti klubům z České republiky

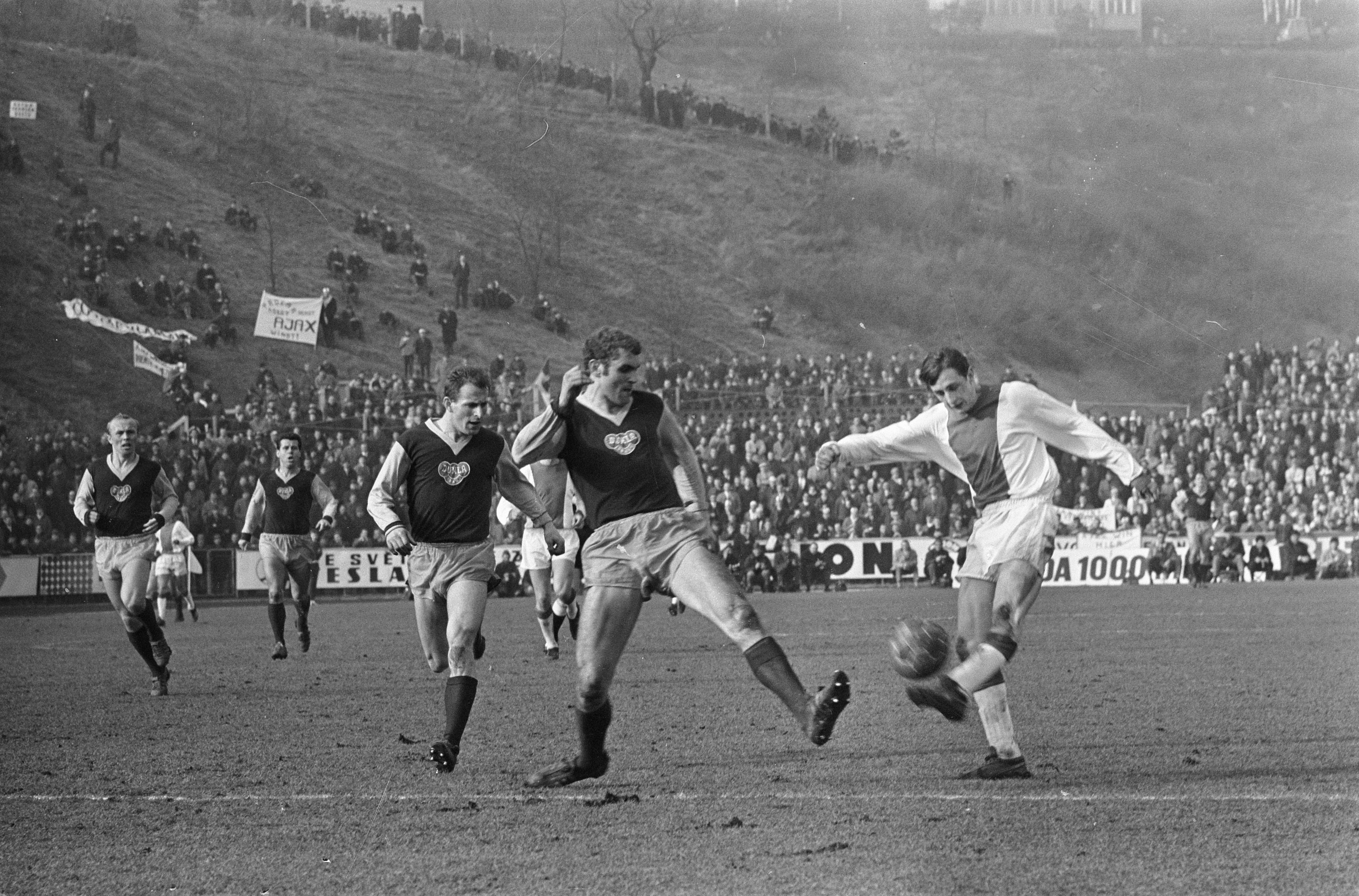
1967 Dukla Praha - Ajax 2-1. Ján Geleta, Josef Masopust, Jiří Čadek, Ivo Novák a Johan Cruyff

| Gól    | Datum      | Soupeř                   | Skóre | Soutěže            |
| ------ | ---------- | ------------------------ | ----- | ------------------ |
| 01.    | 01.03.1967 | Ajax - FK Dukla Praha    | 1:1   | PMEZ               |
| 02.    | 08.03.1967 | FK Dukla Praha - Ajax    | 2:1   | PMEZ               |
| 03.    | 24.10.1984 | Ajax - FC Bohemians 1905 | 1:0   | Evropská liga UEFA |
| 04.    | 07.11.1984 | FC Bohemians 1905 - Ajax | 1:0   | Evropská liga UEFA |
| 05.    | 14.09.2005 | Sparta Praha - Ajax      | 1:1   | Liga mistrů UEFA   |
| 06.    | 22.11.2005 | Ajax - Sparta Praha      | 2:1   | Liga mistrů UEFA   |
| 07.    | 23.11.2006 | Sparta Praha - Ajax      | 0:0   | Evropská liga UEFA |
| 08.    | 15.08.2007 | Ajax - Slavia Praha      | 0:1   | Liga mistrů UEFA   |
| 09.    | 29.08.2007 | Slavia Praha - Ajax      | 2:1   | Liga mistrů UEFA   |
| 010.   | 17.12.2008 | Ajax - Slavia Praha      | 2:2   | Evropská liga UEFA |
| 011.   | 20.08.2015 | Ajax - FK Jablonec       | 1:0   | Evropská liga      |
| 012.   | 27.08.2015 | FK Jablonec - Ajax       | 0:0   | Evropská liga      |
| 013.   | 03.10.2024 | Slavia Praha - Ajax      | 1:1   | Evropská liga      |
| [ 10 ] |            |                          |       |                    |

## Zajímavosti
Názvem "AJAX" je nazván také český fotbalový klub TJ AJAX Valašská Senice. Od klubu mají název oficiálně potvrzen.

## Galerie

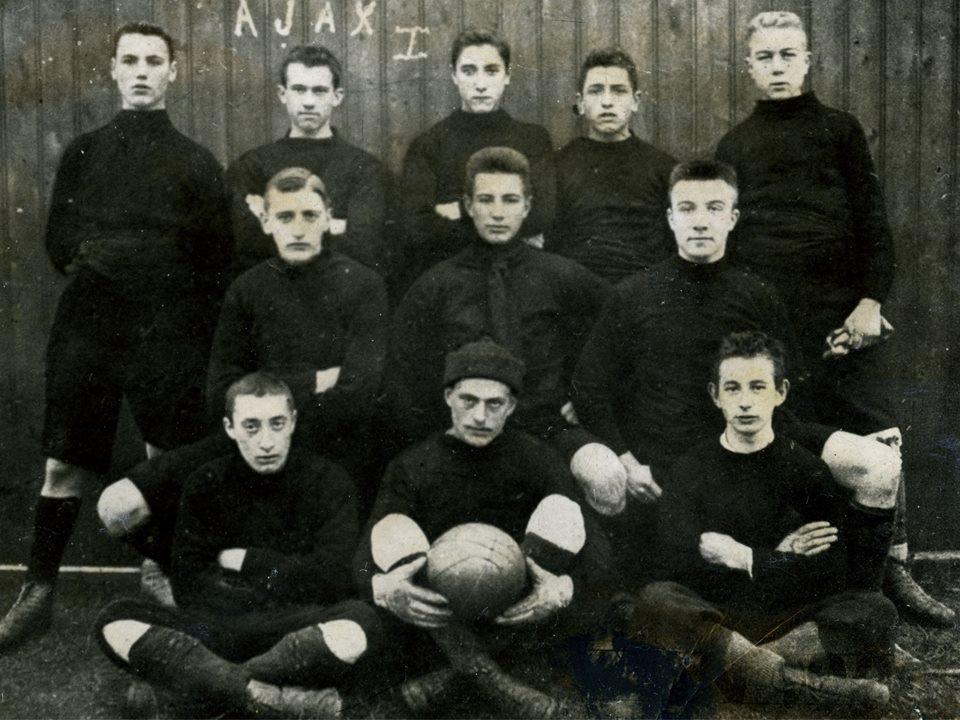
Ajax 1900-1901
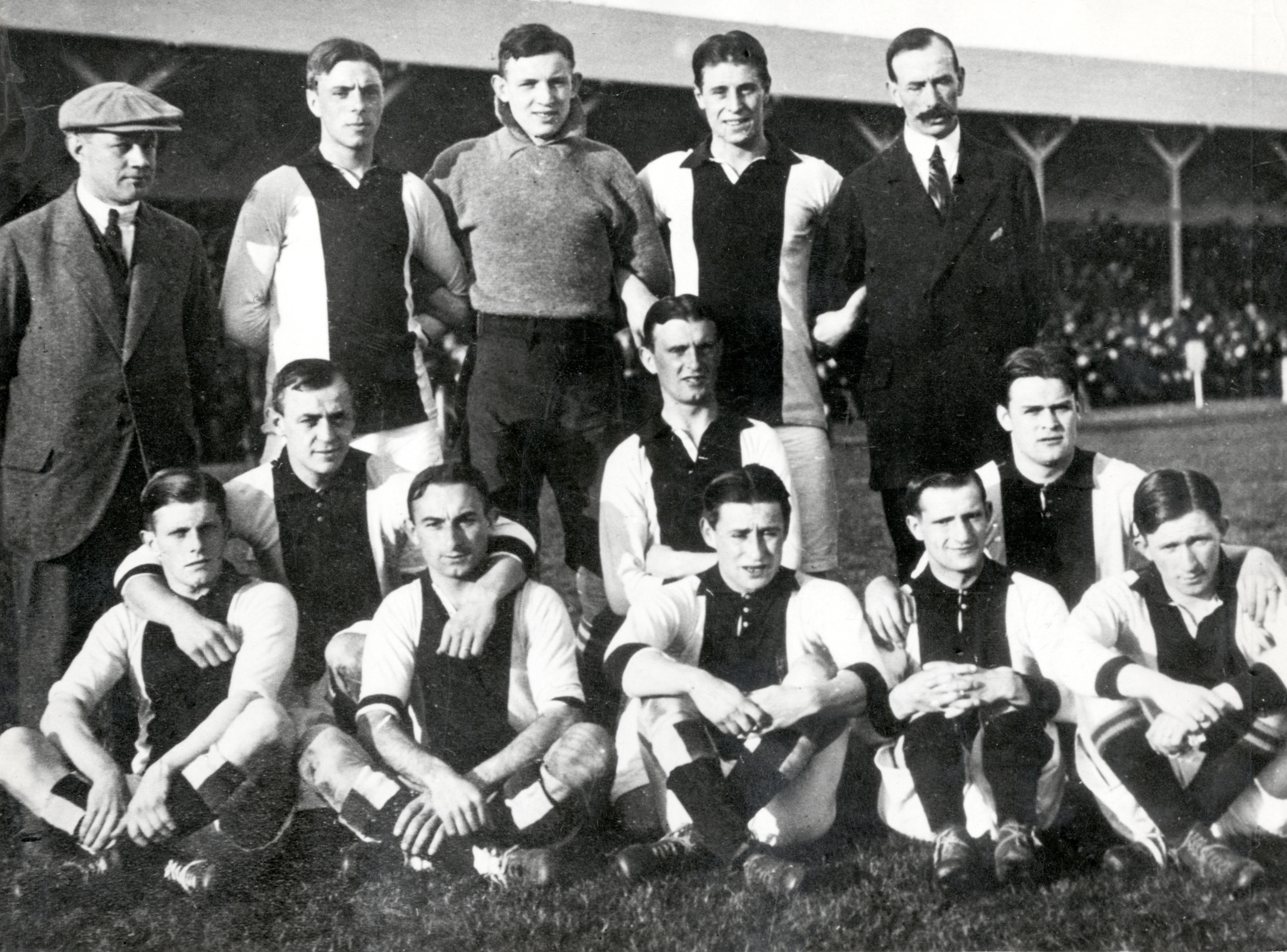
Ajax 1917
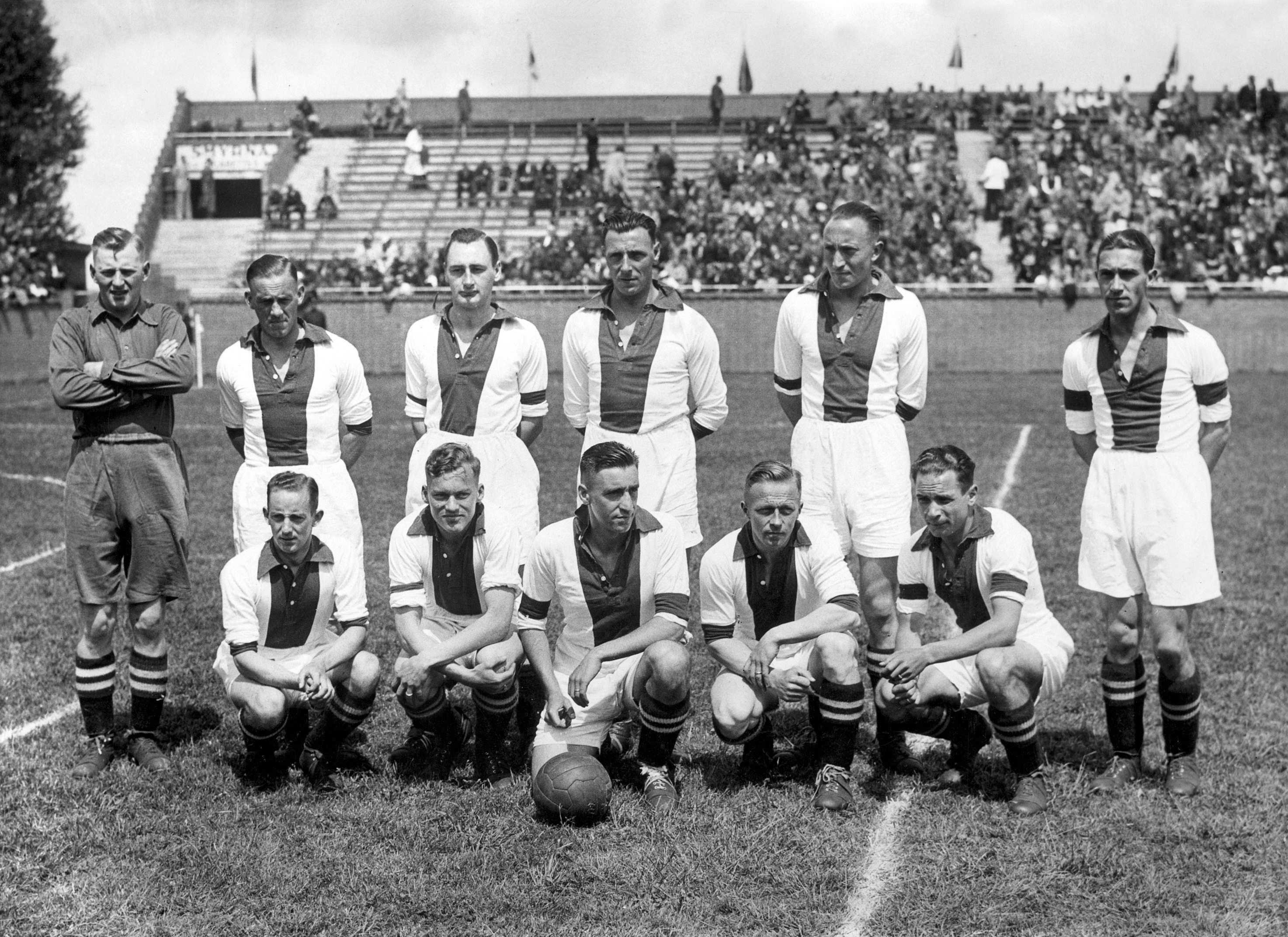
Ajax 1939
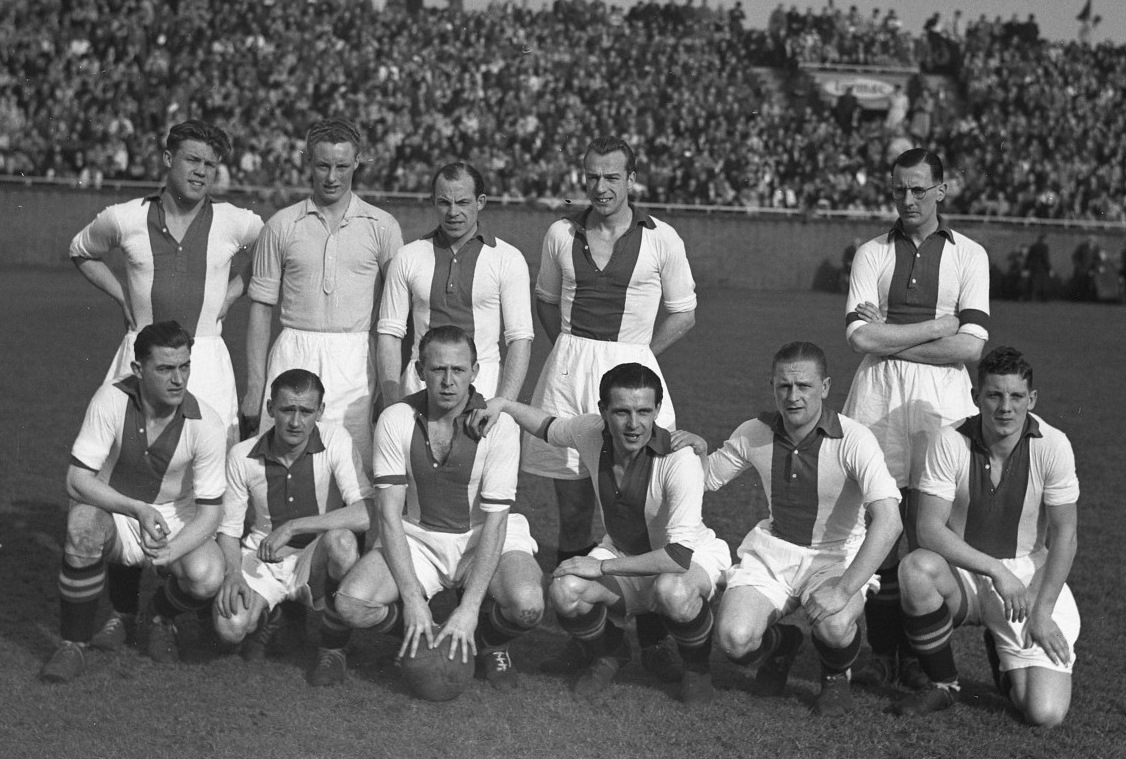
Ajax 1950
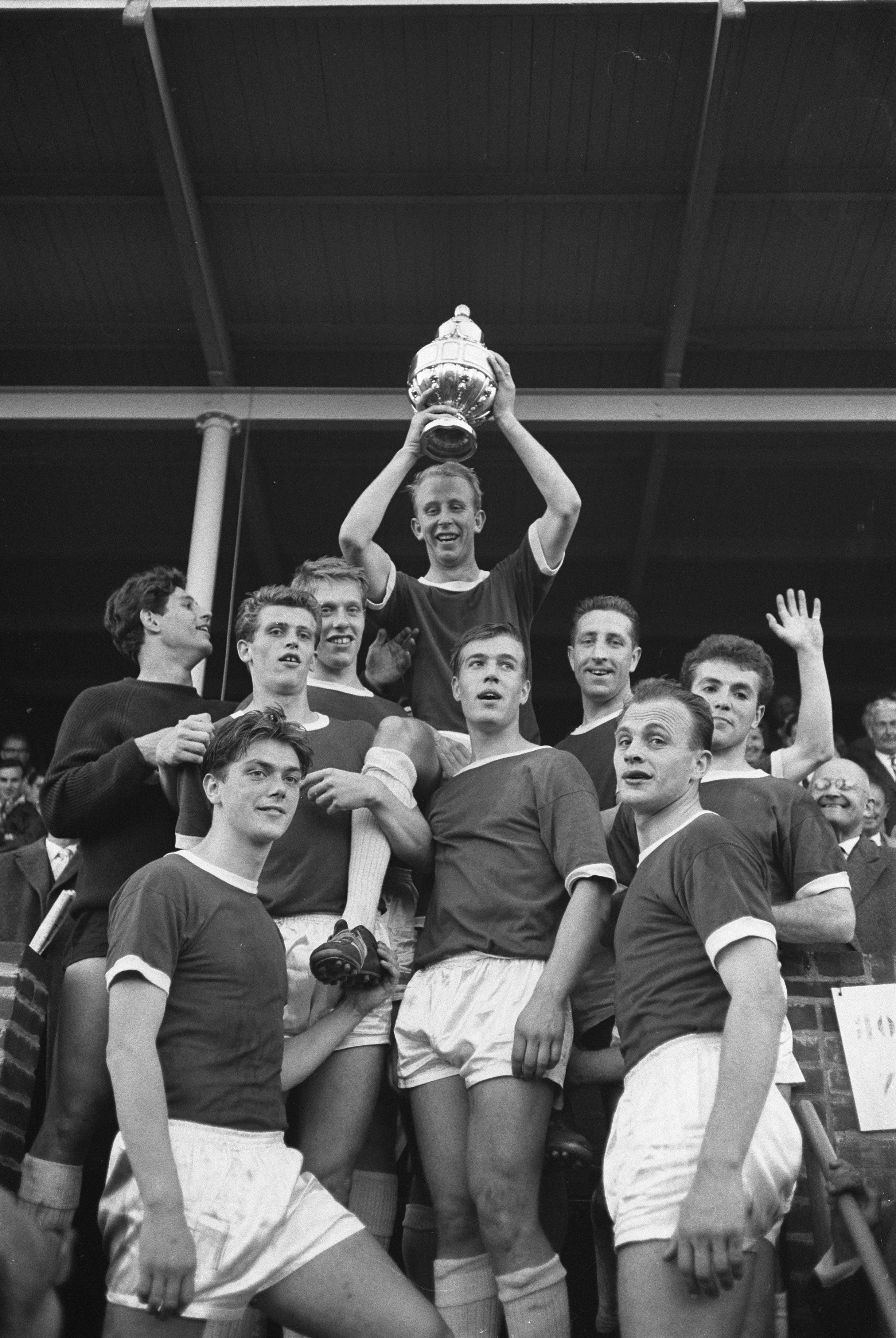
Nizozemský fotbalový pohár 1961
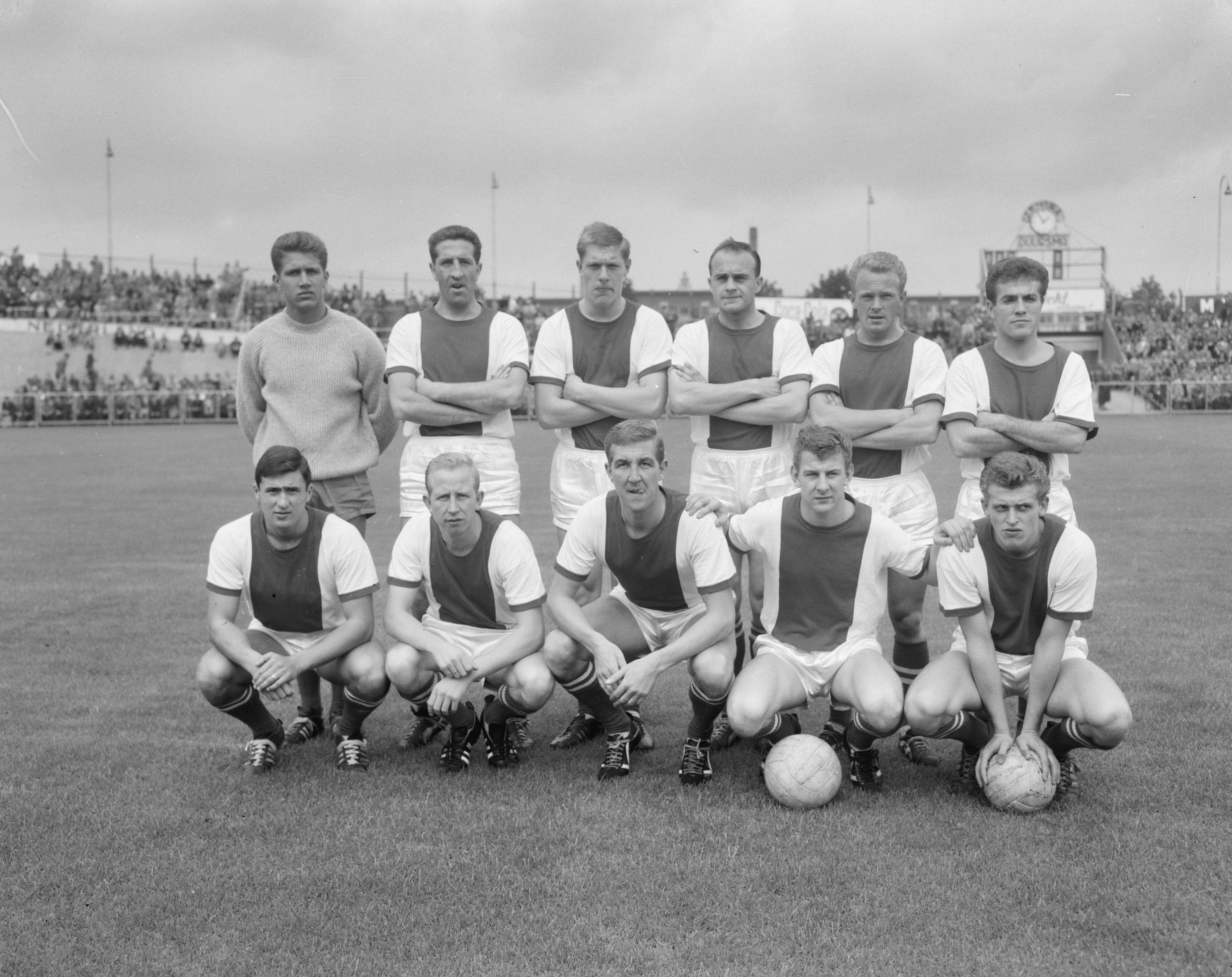
Ajax 1961
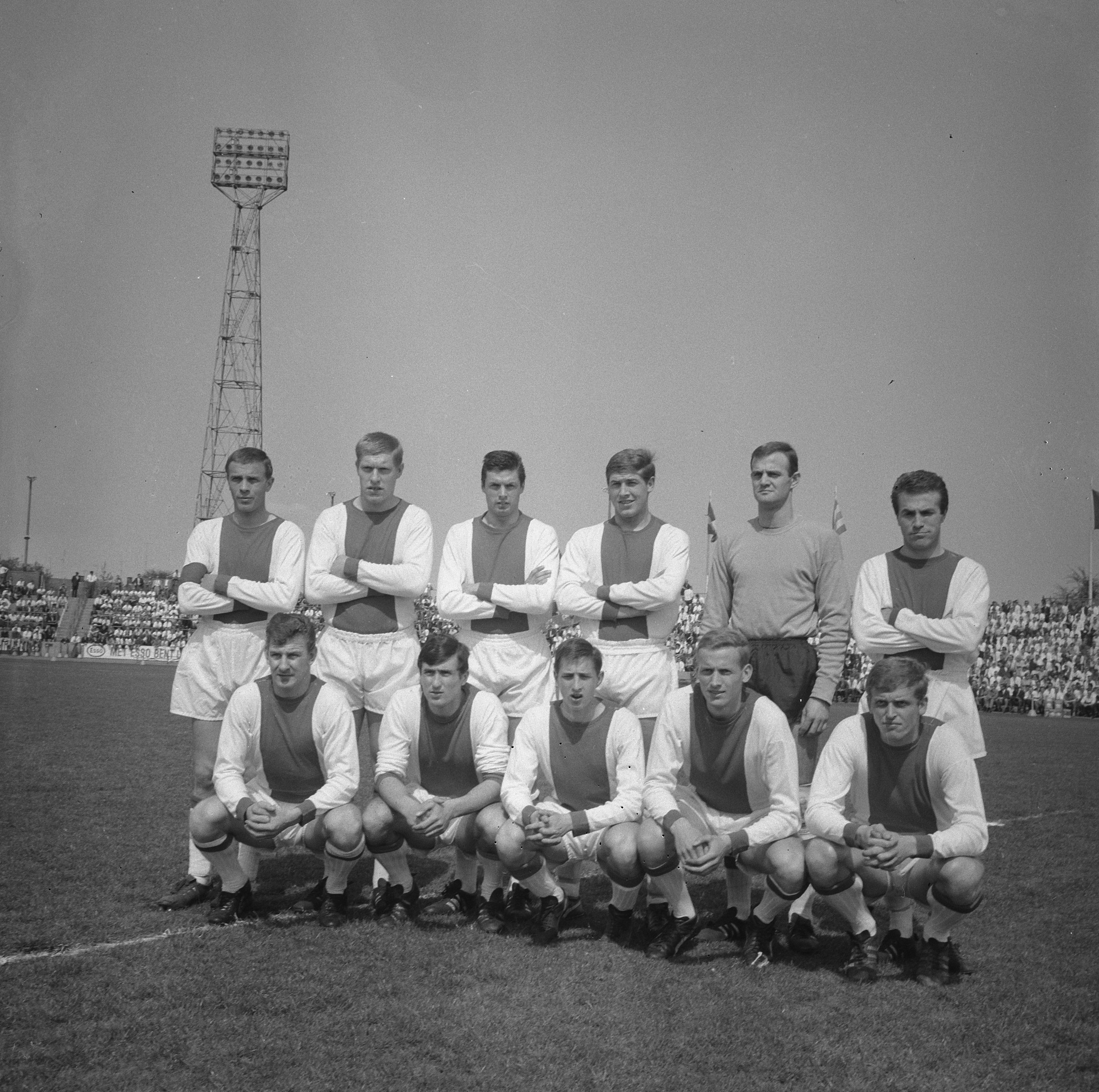
Ajax 1966
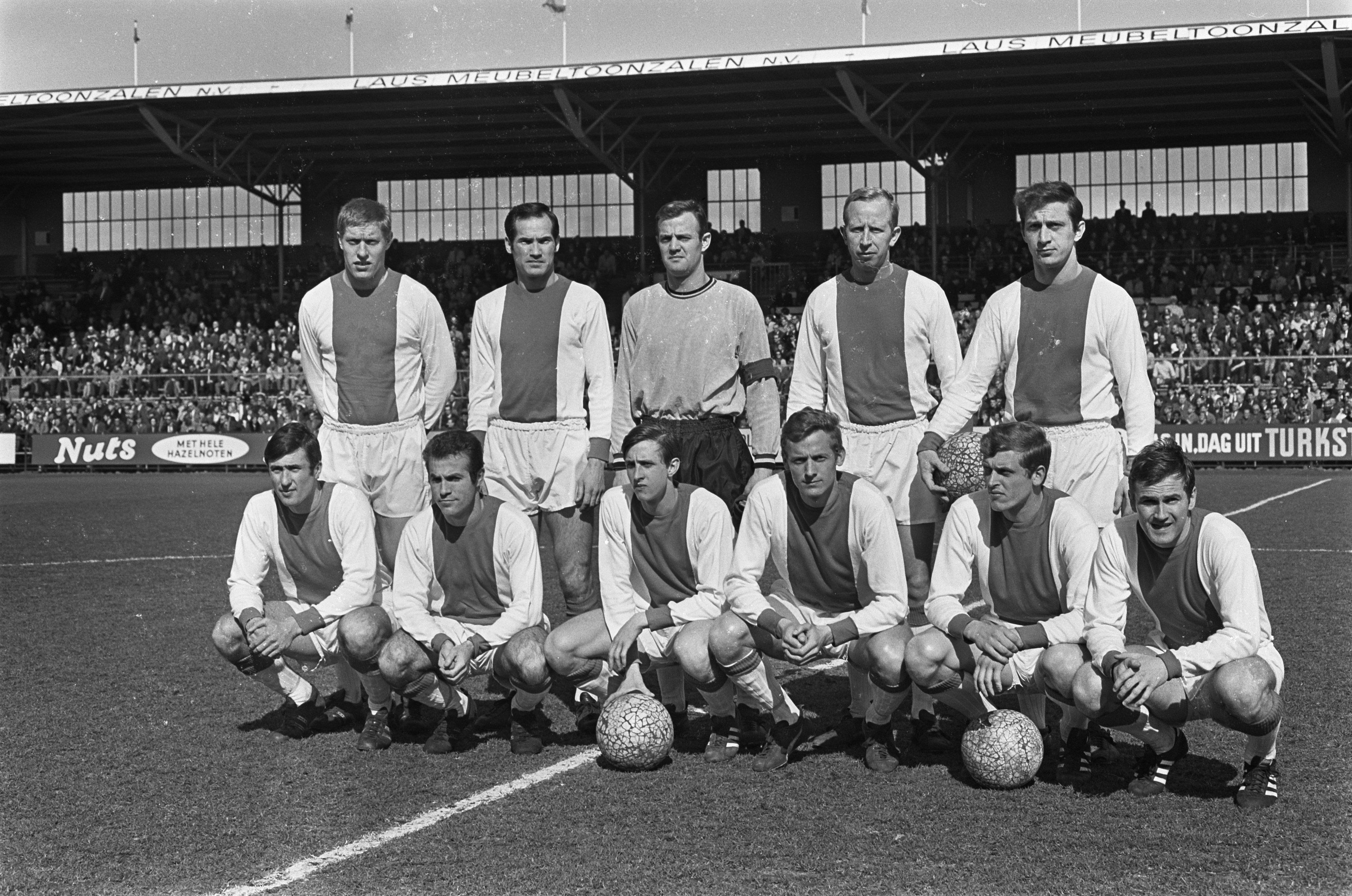
Ajax 1968
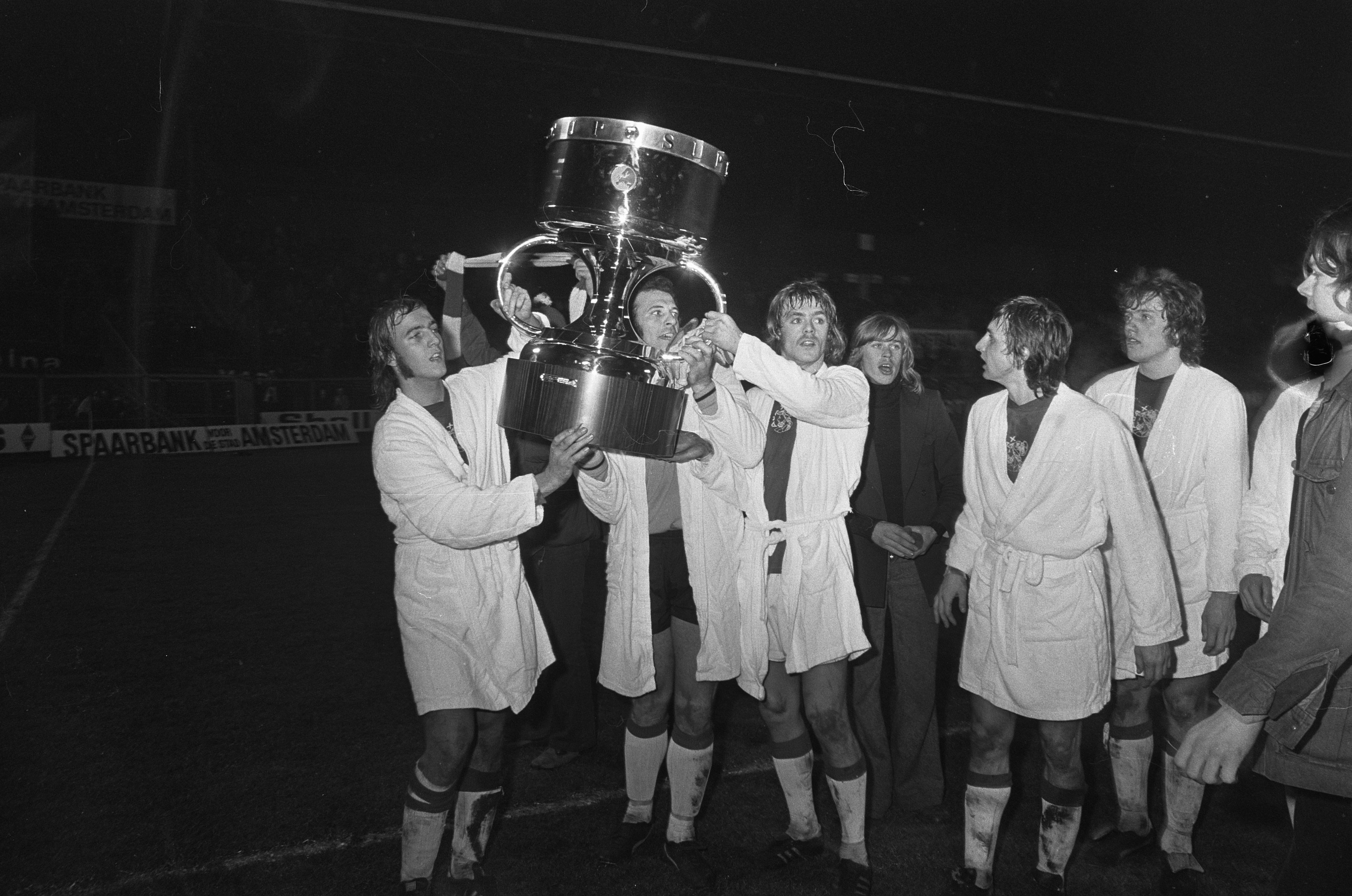
Superpohár UEFA 1973
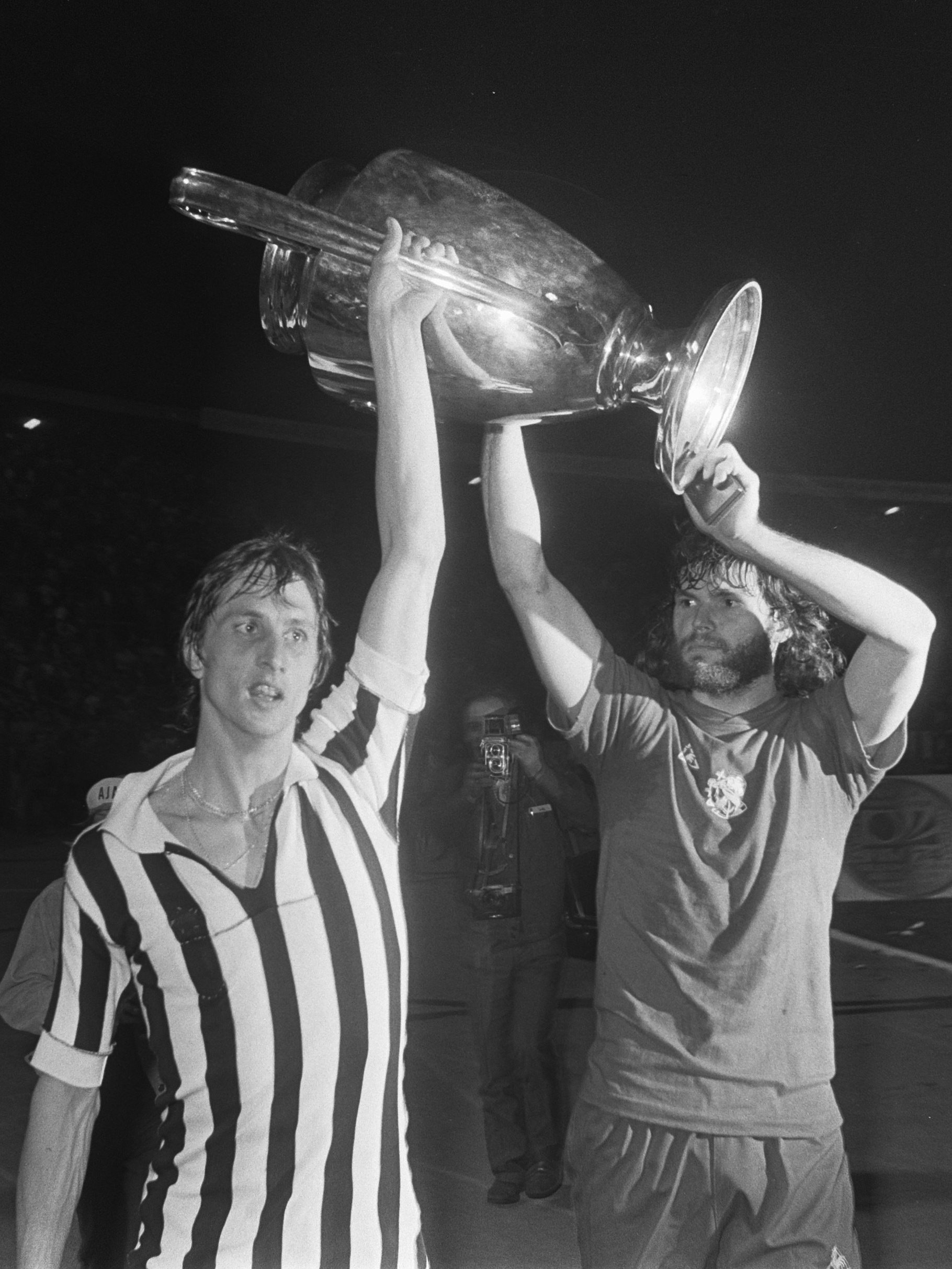
Pohár mistrů evropských zemí 1973
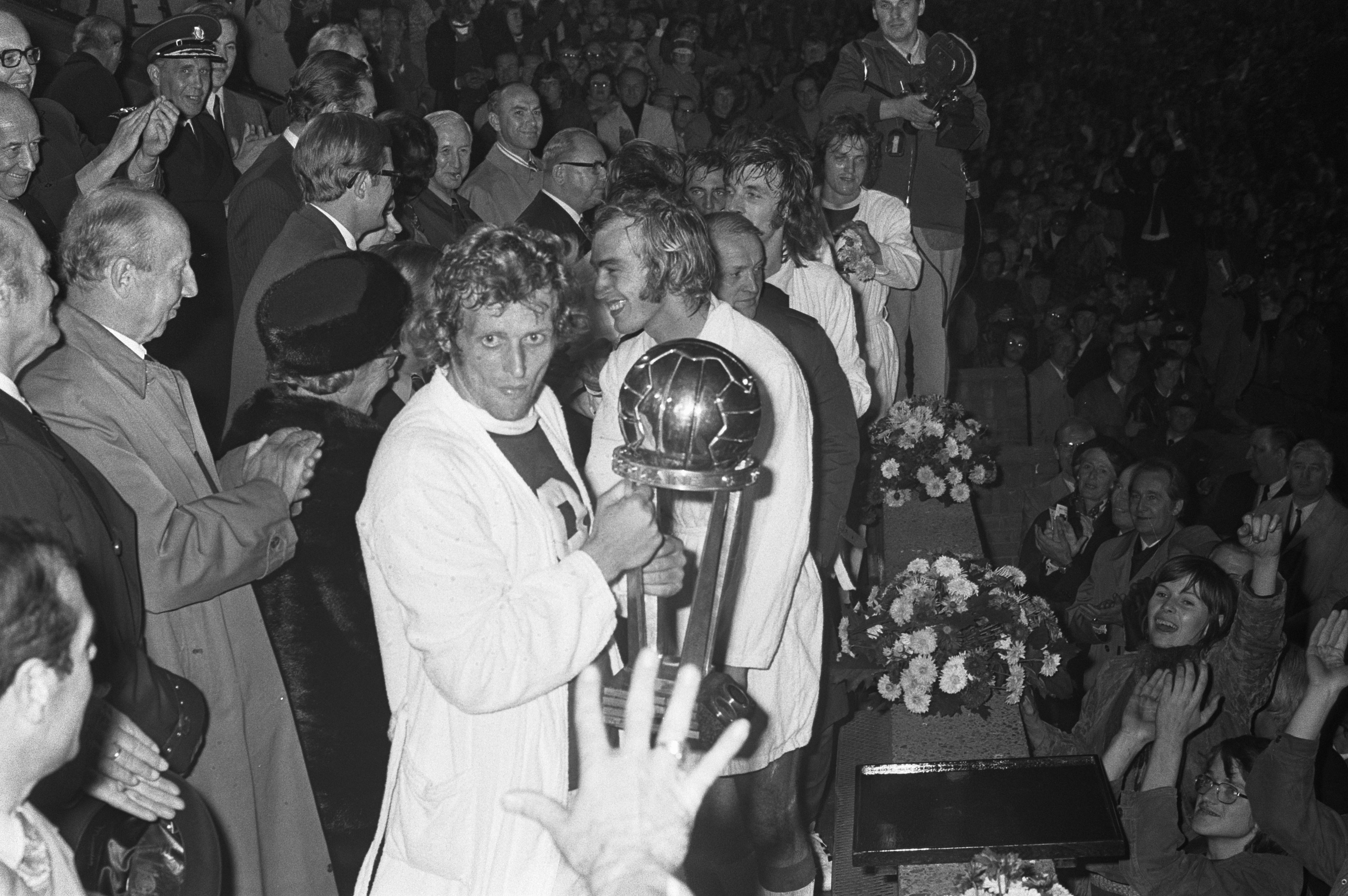
Mistrovství světa klubů 1972
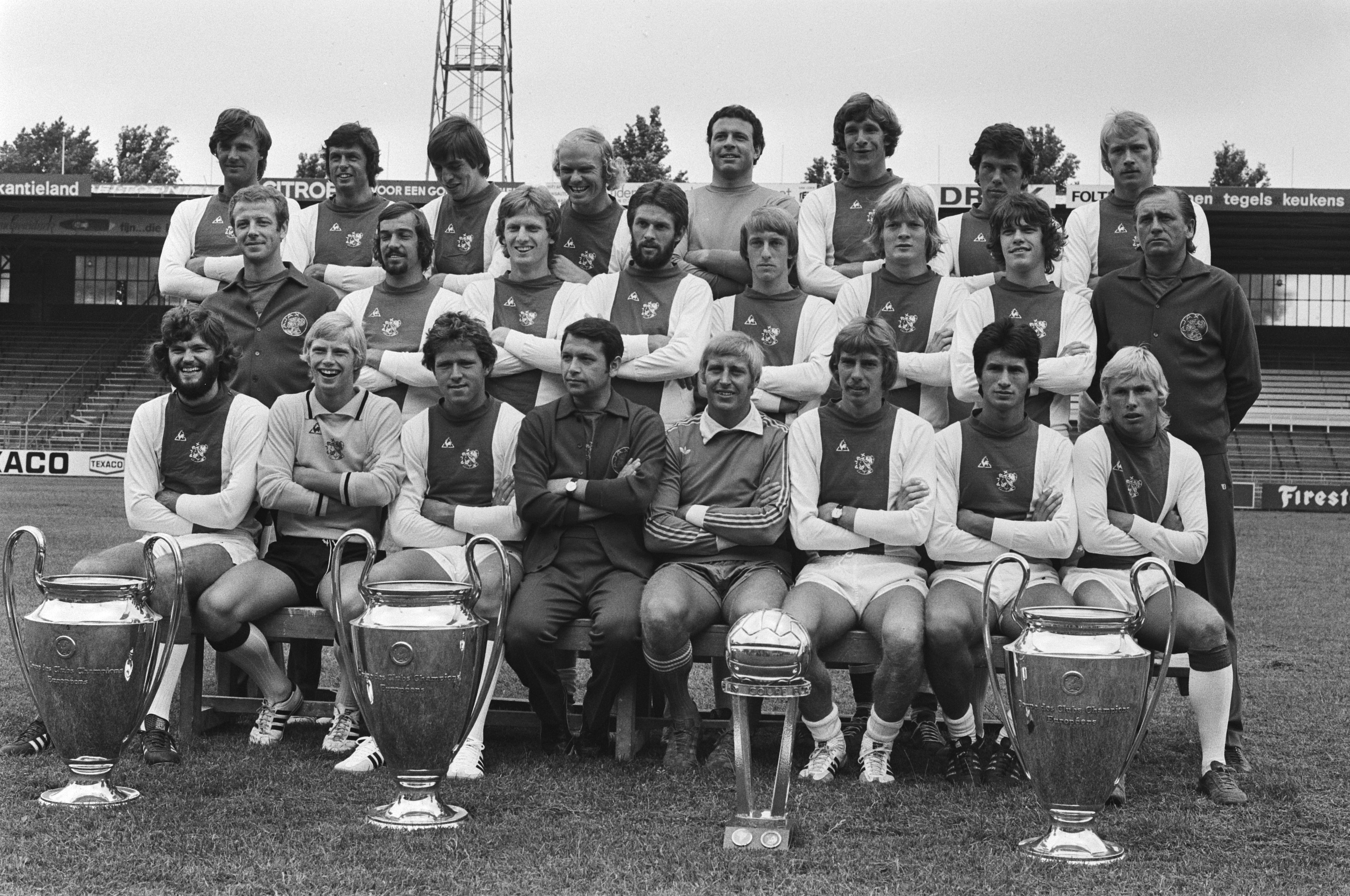
Ajax 1976
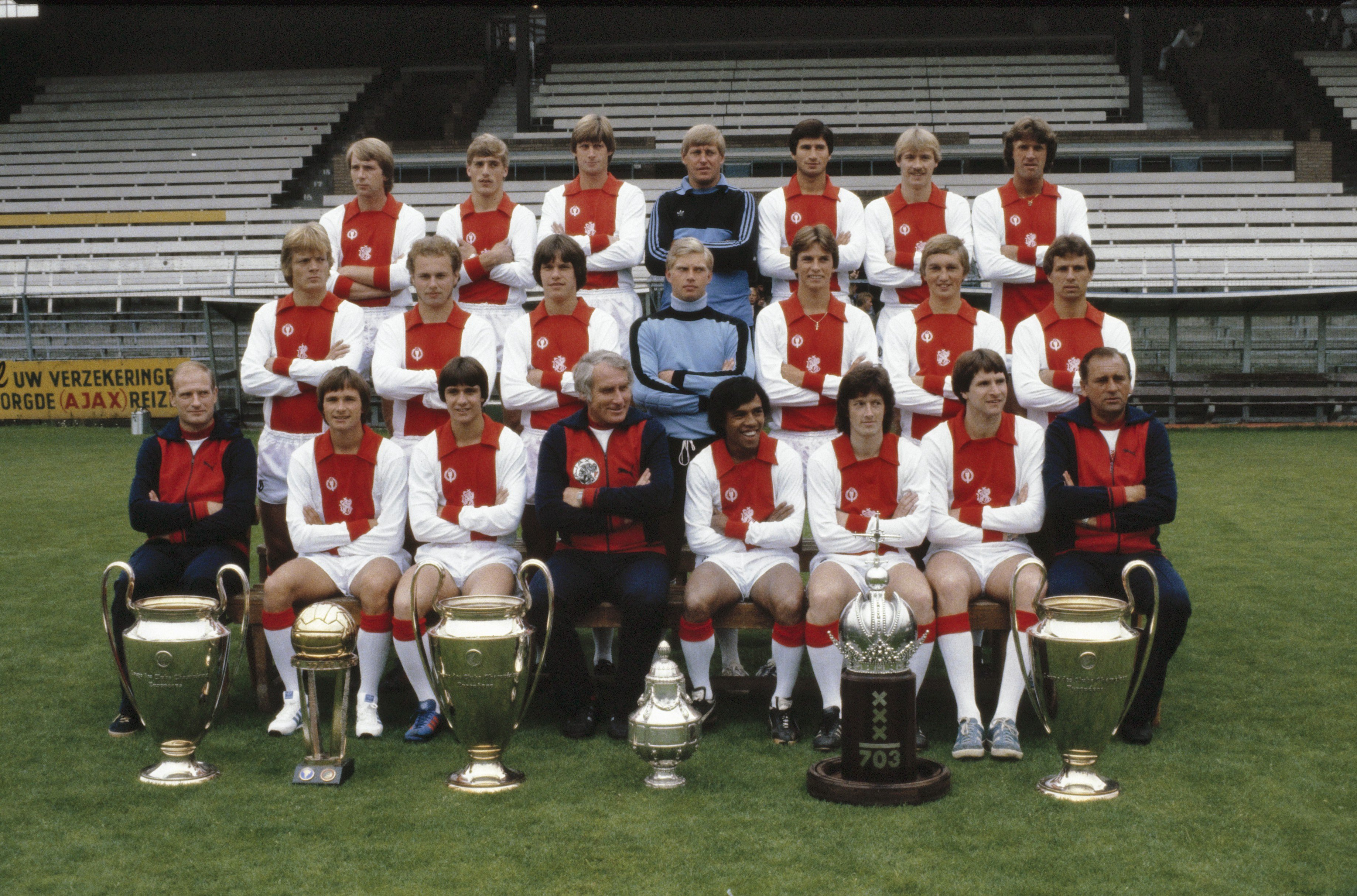
Ajax 1979
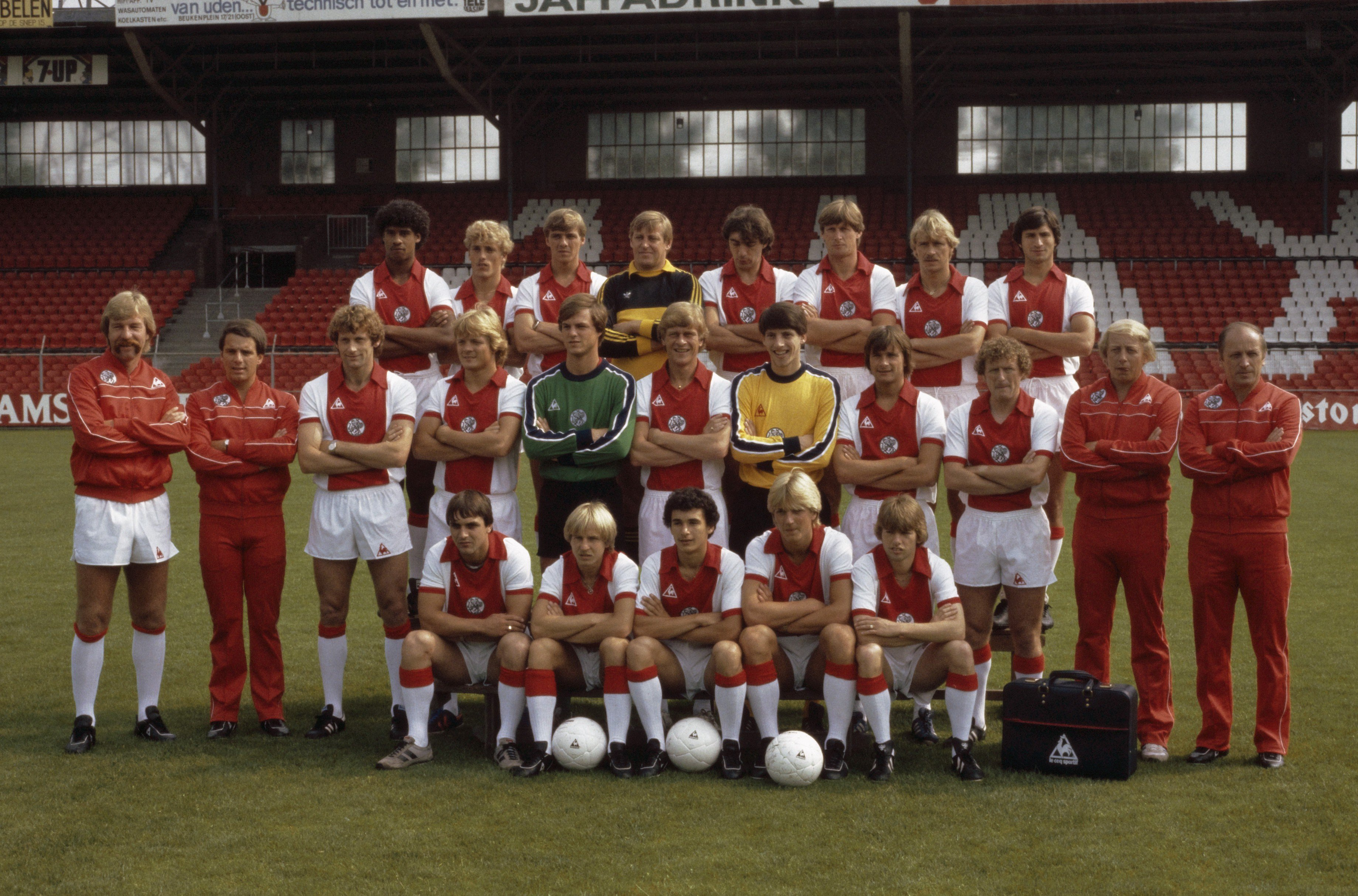
Ajax 1981
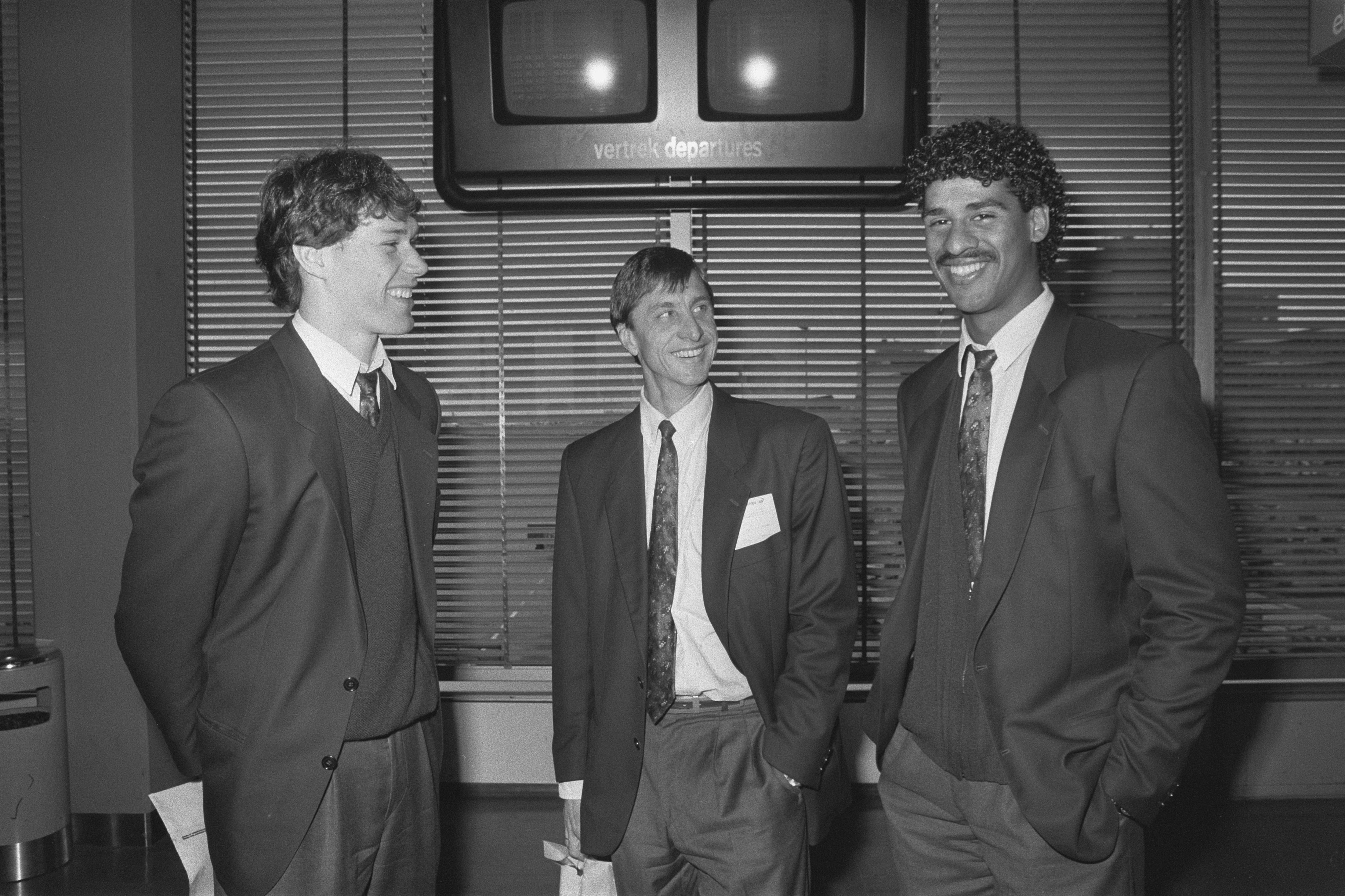
Marco van Basten,Johan Cruyff,Frank Rijkaard
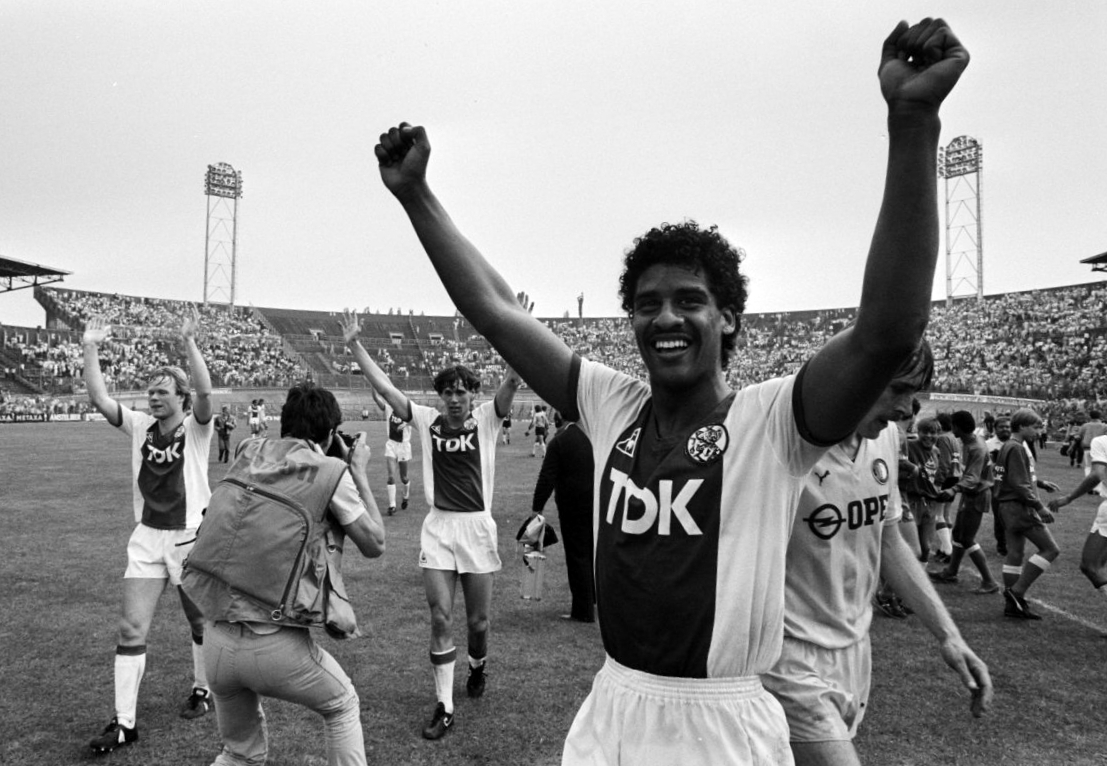
Ajax 1985 Rijkaard, van Basten a Koeman
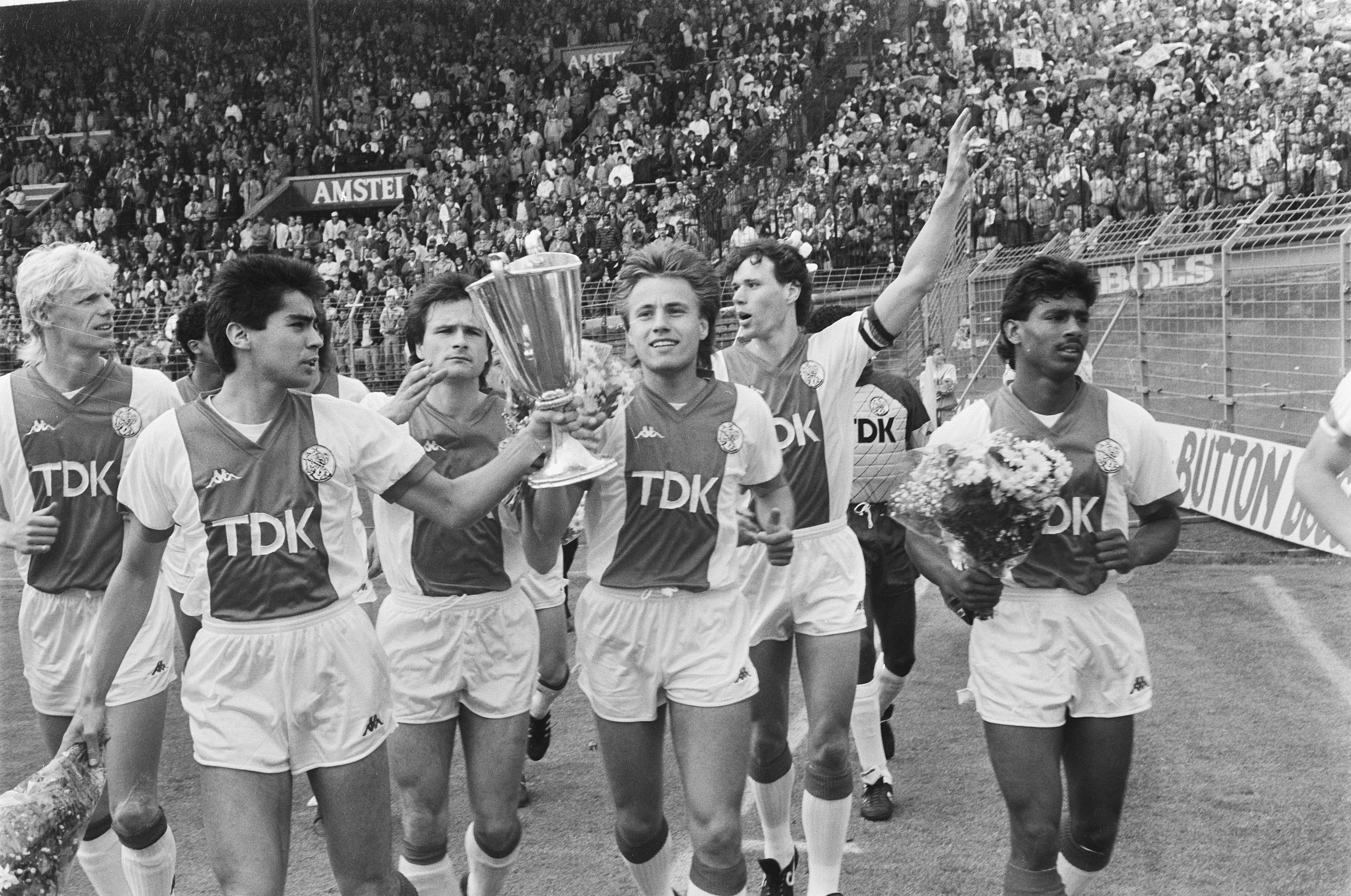
Pohár vítězů pohárů 1987/88
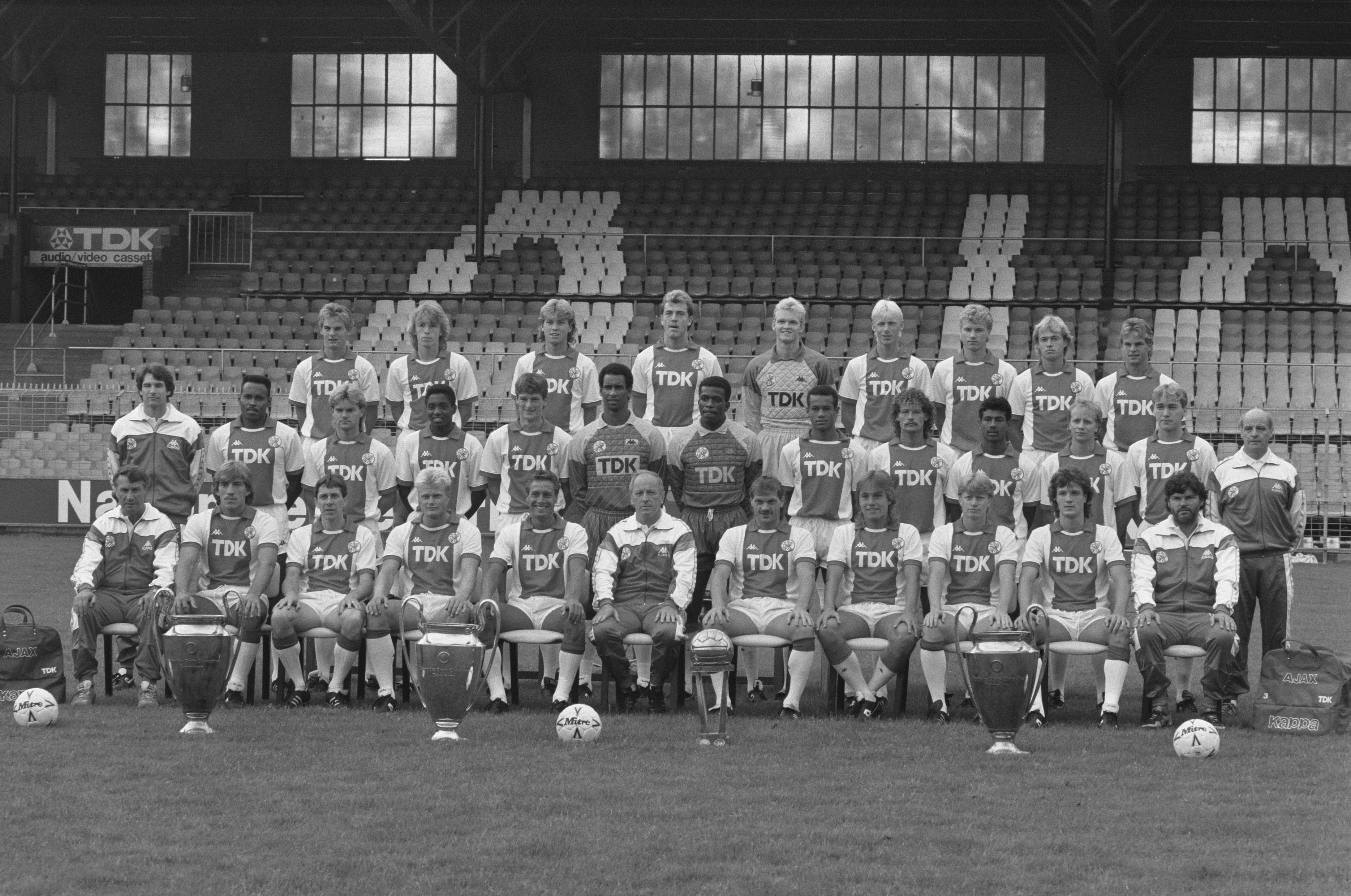
Ajax 1988
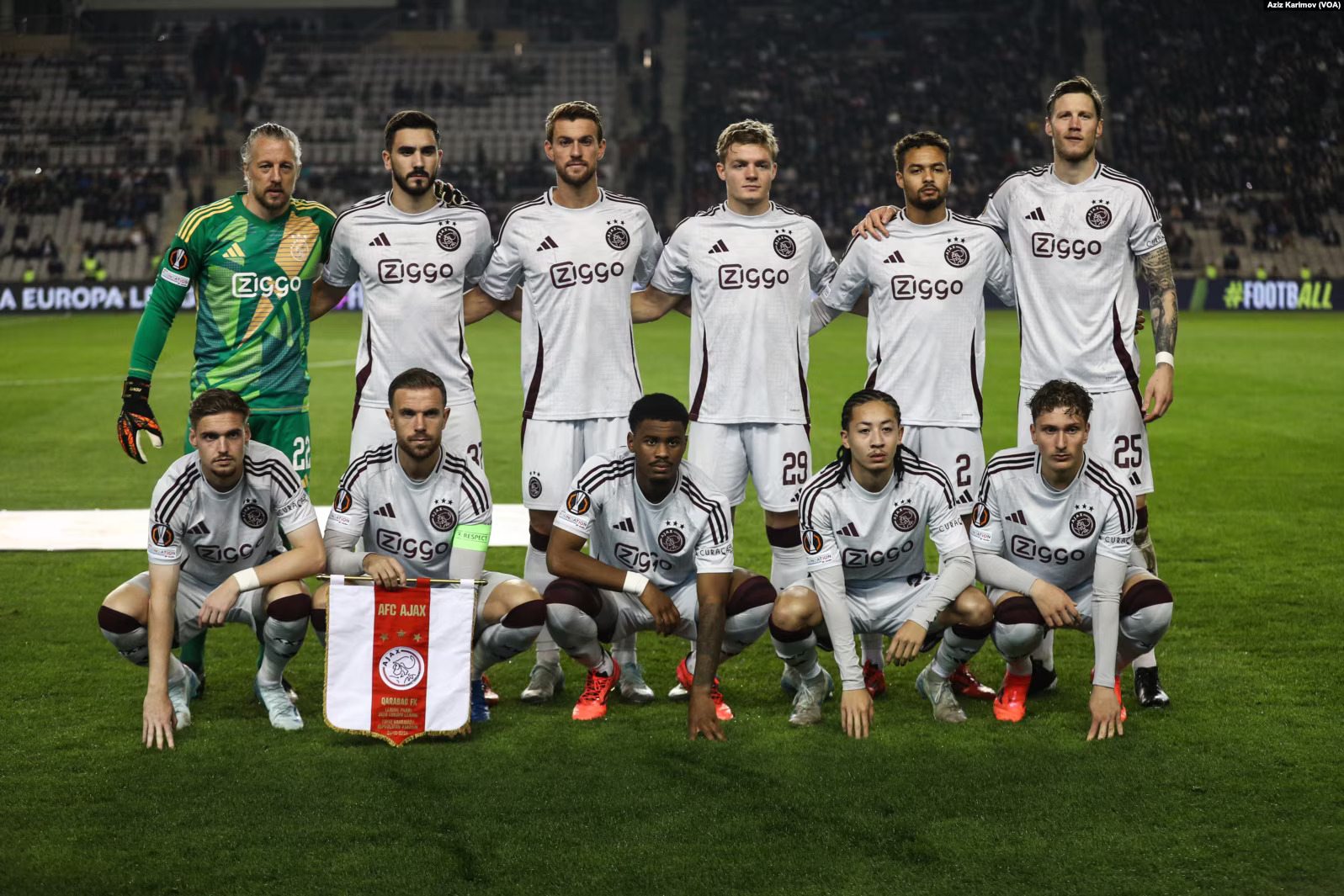
Ajax 2024